# Magdalena Fularczyk-Kozłowska

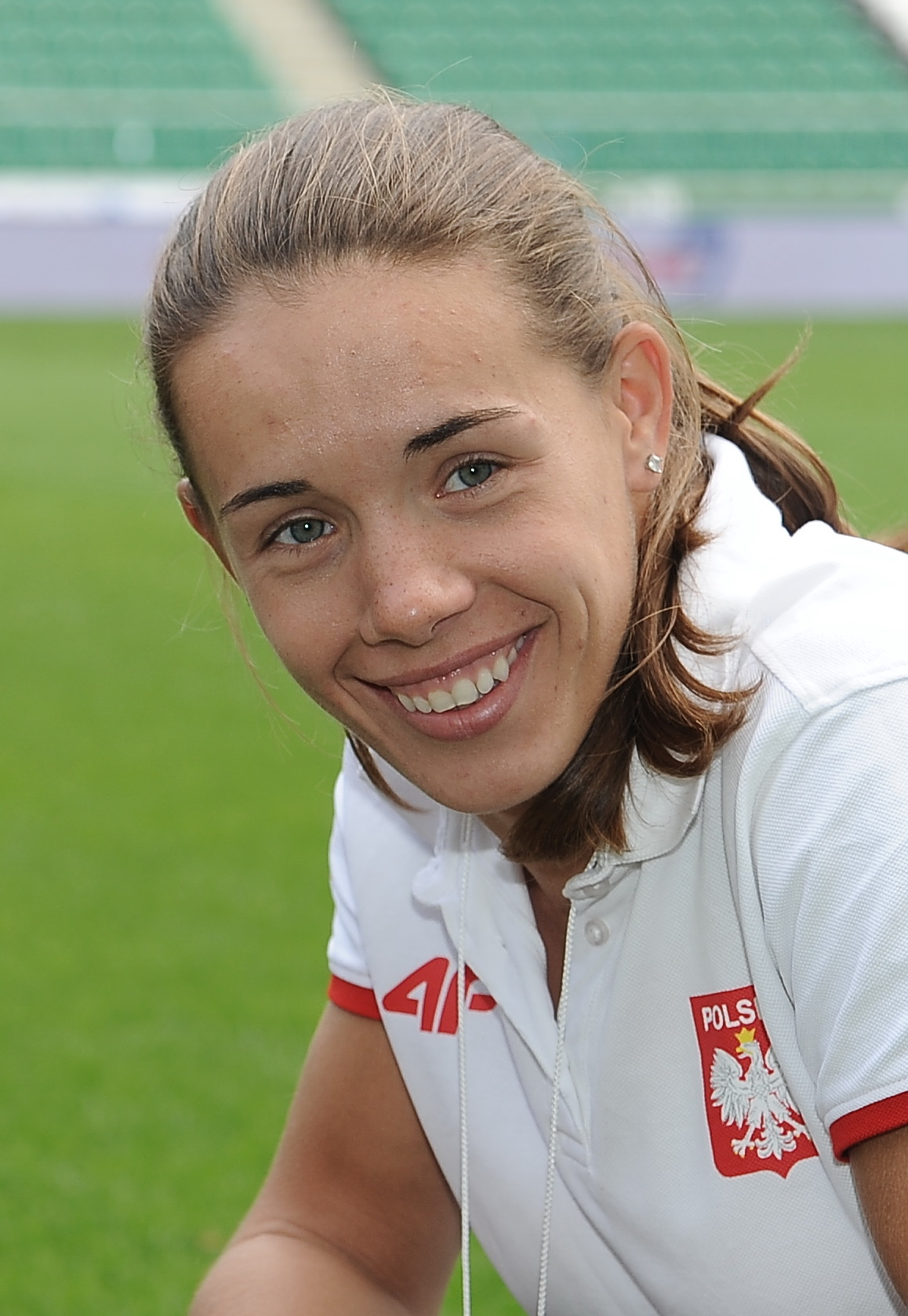
Magdalena Fularczyk 2012

Magdalena Fularczyk-Kozłowska (* 16. September 1986 in Wąbrzeźno) ist eine polnische Ruderin. Sie gewann bei den Olympischen Spielen 2016 Gold im Doppelzweier.

## Karriere
Magdalena Fularczyk begann im Jahr 2000 mit dem Rudersport. 2002 gewann sie bei den Junioren-Weltmeisterschaften die Silbermedaille im Doppelzweier. 2007 und 2008 war sie ebenfalls im Doppelzweier Dritte bei den U23-Weltmeisterschaften. Ende 2008 erhielt sie mit Natalia Madaj die Silbermedaille bei den Ruder-Europameisterschaften 2008.
2009 gewann Fularczyk im Doppelzweier mit Julia Michalska in München ihre erste Weltcupregatta. Nach einem zweiten Platz in Luzern siegten die beiden bei den Weltmeisterschaften in Posen und gewannen eine von zwei Goldmedaillen für die polnische Mannschaft. 2010 erhielten Fularczyk und Michalska die Silbermedaille bei den Ruder-Europameisterschaften 2010 hinter dem deutschen Boot. Bei den Ruder-Weltmeisterschaften 2010 in Neuseeland belegten die Polinnen den dritten Platz hinter den Britinnen und den Australierinnen. Ein Jahr später waren die Polinnen Fünfte bei den Ruder-Weltmeisterschaften 2011 in Bled. Bei der Olympiaregatta 2012 in Eton lagen die beiden Polinnen erneut hinter den Britinnen und den Australierinnen.
2013 rückte wieder Natalia Madaj zu Fularczyk-Kozłowska in den Doppelzweier, der bei den Ruder-Europameisterschaften 2013 den zweiten Platz hinter dem litauischen Boot belegte. In der Weltcupsaison 2013 fuhren Fularczyk-Kozłowska und Madaj im Doppelvierer, bei den Ruder-Weltmeisterschaften 2013 in Chungju erreichte der polnische Doppelvierer den dritten Platz. 2014 kehrten Fularczyk-Kozłowska und Madaj zurück in den Doppelzweier und gewannen den Titel bei den Ruder-Europameisterschaften 2014, bei den Ruder-Weltmeisterschaften 2014 gewannen die beiden Polinnen die Silbermedaille hinter Neuseeland. Auch 2015 starteten Fularczyk-Kozłowska und Madaj im Doppelzweier, bei den Europameisterschaften in Posen gewannen die beiden die einzige Goldmedaille für das Gastgeberland. Nachdem sich die beiden Polinnen bei den Weltmeisterschaften 2015 mit einem vierten Platz für die Olympischen Spiele 2016 qualifiziert hatten, gewannen sie 2016 bei den Weltcup-Regatten in Varese und Posen. Bei den Olympischen Spielen 2016 siegten die Polinnen in Vorlauf, Halbfinale und Finale.
Fularczyk heiratete im Januar 2013, seitdem startet sie unter ihren Ehenamen Fularczyk-Kozłowska.